# August Gottlieb Ludwig Hering
August Gottlieb Ludwig Hering (* 16. Oktober 1736 in Stettin; † 12. Februar 1770 in Köslin) war ein deutscher Jurist, der als Dichter evangelischer geistlicher Lieder hervorgetreten ist. 
Seine Eltern waren der angesehene Stettiner Jurist Johann Samuel Hering und dessen dritte Ehefrau, eine geborene von Schmitterloe. August Gottlieb Ludwig Hering besuchte das Akademische Gymnasium Stettin. Hier dichtete und veröffentlichte er 1754 eine lange Ode auf König Friedrich den Großen. Im Abdruck ist er als „der Theologie Beflissener“ bezeichnet. 
Jedoch studierte er anschließend Rechtswissenschaften an der Universität Halle. Er trat in den preußischen Staatsdienst ein und wurde bald Hofgerichtsrat am Hofgericht Köslin. Hier starb er 1770. 
Nach seinem Tode wurden mehrere seiner geistlichen Oden und Lieder in dem ab 1783 erschienenen Pommerschen Archiv der Wissenschaften und des Geschmacks veröffentlicht.